# Cristianismo en el siglo XXI

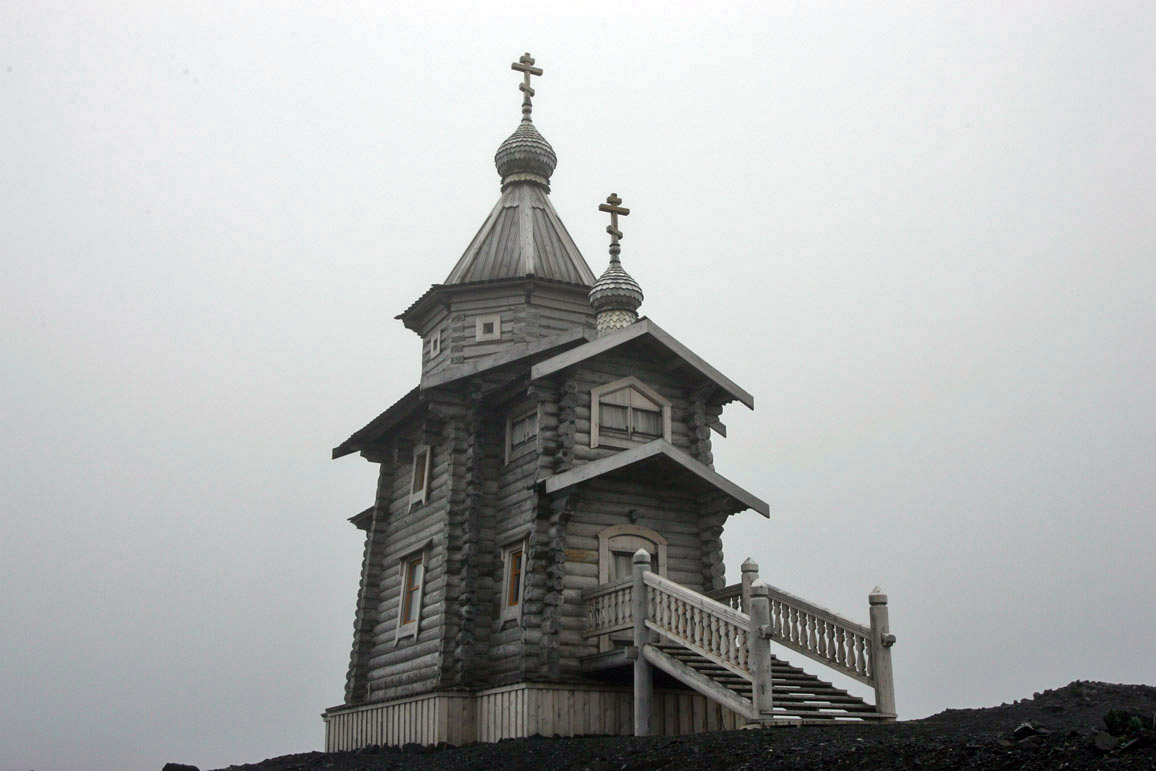
Iglesia de la Santísima Trinidad (Antártida), de pino siberiano de 15 m de altura con capacidad para 30 fieles. Se inauguró en 2004 y está atendida todo el año por hieromonjes voluntarios para la misión en la Antártida.

El cristianismo en el siglo XXI se caracteriza por la búsqueda de la unidad de la Iglesia y la resistencia continua a la persecución y a la secularización.

## Iglesia católica

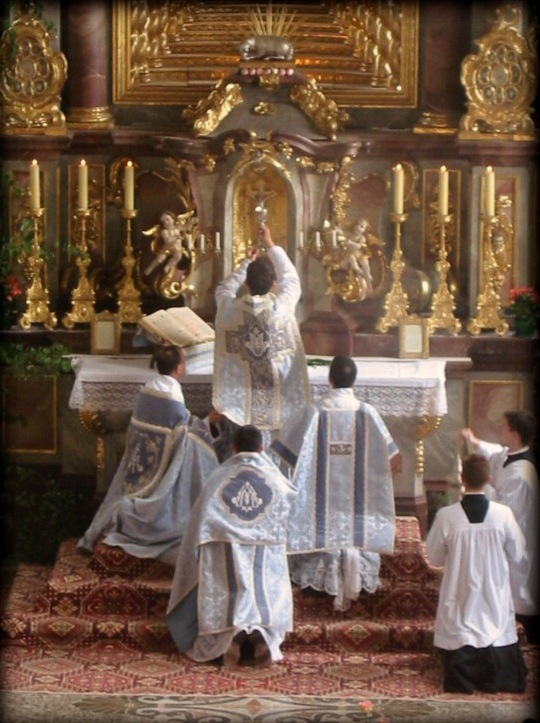
Sacerdote católico celebrando la misa tridentina durante la elevación del cáliz tras la consagración

.

### Benedicto XVI
Con la elección del Papa Benedicto XVI, se descentralizaron las beatificaciones y se revirtió una decisión de Juan Pablo II relativa a las elecciones papales. Benedicto XVI abogó por un retorno a los valores cristianos fundamentales para contrarrestar el creciente secularización de muchos occidentales.  Enseñó la importancia tanto de la Iglesia católica como de la comprensión del amor redentor de Dios. El Papa Benedicto también revivió una serie de tradiciones, incluyendo la elevación de la Misa Tridentina a una posición más prominente. Reforzó la relación entre la Iglesia católica y el arte, promovió el uso del latín, y reintrodujo las vestimentas papales tradicionales, por lo que fue llamado "el papa de la estética".
Las  mayores demandas judiciales surgieron en 2001, durante el pontificado de Juan Pablo II, en las que se denunciaba que sacerdotes habían abusado sexualmente de menores. Como cardenal, Benedicto convenció a Juan Pablo II para que pusiera a su Congregación para la Doctrina de la Fe a cargo de todas las investigaciones y políticas en torno a los abusos sexuales, con el fin de combatirlos con mayor eficacia. En 2006, el Papa Benedicto XVI apartó al fundador de la Legión de Cristo, Marcial Maciel, del ministerio activo, basándose en los resultados de una investigación que había iniciado cuando era jefe de la Congregación para la Doctrina de la Fe, antes de su elección como Papa en abril de 2005. Se ordenó a Maciel "llevar una vida reservada de oración y penitencia, renunciando a todo ministerio público" Como Papa, Benedicto destituyó al menos a 400 sacerdotes.
En julio de 2007, el Papa Benedicto emitió el motu proprio Summorum Pontificum, que permitía a los sacerdotes celebrar la Misa Tridentina sin tener que obtener primero el permiso de su ordinario local. La Fraternidad Sacerdotal San Pío X, que fue consultada por el Papa Benedicto durante el proceso, dijo en un comunicado que extiende su profunda gratitud (al Papa Benedicto) por este gran beneficio espiritual y se alegra de ver que la Iglesia recupera así su Tradición litúrgica, y da la posibilidad de un libre acceso al tesoro de la Misa Tradicional ... (para aquellos) que hasta ahora se habían visto privados de ella La Liga Antidifamación judía (ADL) atacó el motu proprio, porque el texto de la Oración del Viernes Santo por los judíos del Misal de 1962 incluye una petición a Dios para que "levante el velo" de los corazones judíos y muestre misericordia, según una traducción, "incluso con los judíos" (o "también con los judíos"), y se refiere a "la ceguera de ese pueblo" (ante Cristo). En respuesta a tales críticas, el doctor John Newton, editor de Baronius Press, señaló que la oración se basa en gran medida en los capítulos 3 y 4 de 2 Corintios, y la invocación para que Dios "levante el velo de sus corazones" es una cita directa de 3:15.
En octubre de 2009, la Congregación para la Doctrina de la Fe anunció la intención del Papa Benedicto XVI de crear un nuevo tipo de estructura eclesiástica, denominada ordinariato personal, para los grupos de anglicanos que entren en plena comunión con la véase de Roma. Esto creó estructuras para los antiguos anglicanos dentro de la Iglesia católica independientes de las diócesis de la Iglesia latina existentes. Los ordinariatos personales utilizan el uso anglicano para su liturgia, un uso del Rito romano modificado con elementos anglicanos; los ordinariatos también conservan elementos de la espiritualidad y práctica religiosa anglicana, incluyendo sacerdotes casados pero no obispos casados. Anglicanorum coetibus se publicó el 4 de noviembre de 2009. "El Ordinariato Personal de la Cátedra de San Pedro equivale a una diócesis, creada por el Vaticano en 2012 para personas nutridas en la tradición anglicana que deseen convertirse al catolicismo".
Con el apoyo del Papa Benedicto, en noviembre de 2011, el cardenal Antonio Cañizares Llovera, prefecto de la Congregación para el Culto Divino, creó una "Comisión de arte litúrgico y música sacra" que se encargará de evaluar tanto los nuevos proyectos de construcción y renovación como la música utilizada durante la celebración de la misa para asegurarse de que cumplen con las directrices eclesiásticas. Anteriormente, era habitual que las iglesias se renovaran de una forma que los críticos solían describir como una " ruina".
El 28 de febrero de 2013, el papa Benedicto XVI renunció a su ministerio como papa. La decisión de Benedicto de abandonar (formalmente "renunciar", del latín, "renuntiet" (cf. canon 332 §2, Código de Derecho Canónico de 1983) como líder de la Iglesia católica lo convirtió en el primer papa en renunciar al cargo desde Gregorio XII en 1415 que lo hizo para poner fin al Cisma de Occidente, el primero en hacerlo por iniciativa propia desde Celestino V en 1294,

### Francisco

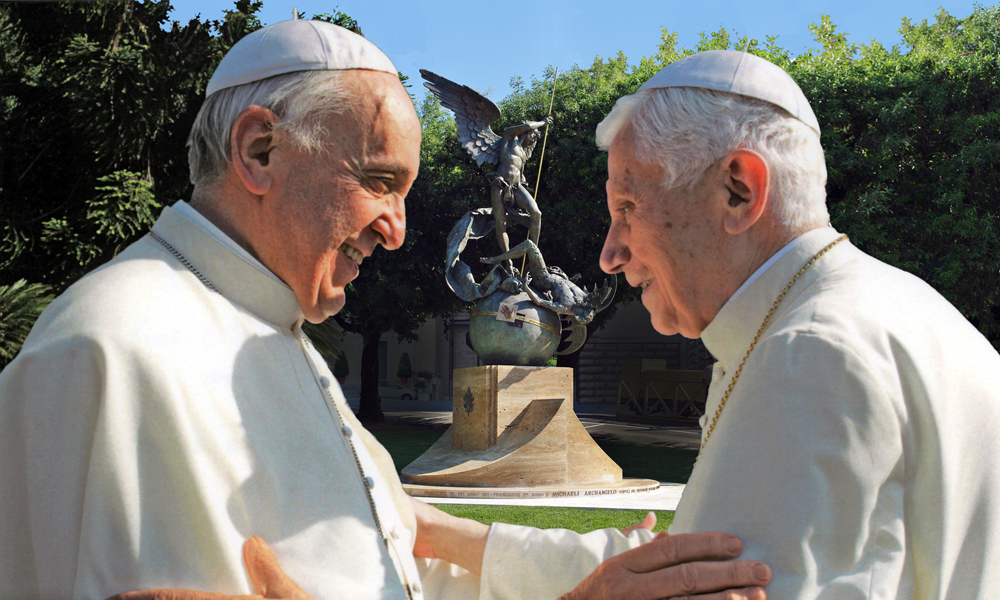
El Papa Francisco (izquierda) y su predecesor, el Papa emérito Benedicto XVI (derecha)

Desde la elección del papa Francisco en 2013, ha mostrado un enfoque más sencillo y menos formal del cargo, eligiendo residir en la casa de huéspedes del Vaticano en lugar del residencia papal. Tras la renuncia de Benedicto, Francisco se convirtió en el primer Papa jesuita, el primer Papa de América y el primero del Hemisferio Sur.
El 18 de junio de 2015, Francisco publicó su encíclica Laudato si', en la que critica el consumismo y el desarrollo irresponsable, lamenta la degradación ambiental y el calentamiento global, y llama a todos los pueblos del mundo a emprender una "acción global rápida y unificada. "
Desde 2016, Francisco se ha enfrentado a críticas cada vez más abiertas, en particular por parte de los teológos conservadores, sobre la cuestión de admitir a los católicos divorciados civilmente y vueltos a casar a la Comunión con la publicación de Amoris Laetitia, y sobre la cuestión del presunto encubrimiento sistemático de los abusos sexuales del clero. En septiembre de 2016, los cardenales Raymond Burke, Carlo Caffarra, Walter Brandmüller y Joachim Meisner escribieron una carta a Francisco en la que le pedían que aclarara cinco afirmaciones de Amoris laetitia.
El 2 de agosto de 2018, se anunció la revisión del Catecismo de la Iglesia católica para afirmar que la Iglesia enseña que "la pena de muerte es inadmisible porque atenta contra la inviolabilidad y la dignidad de la persona". Una carta completa a los obispos sobre el cambio declaró que era coherente con las enseñanzas anteriores de la Iglesia Católica sobre la dignidad de la vida humana, y que reflejaba cómo la sociedad moderna tenía mejores sistemas penitenciarios con un objetivo de la reinserción que hacía innecesaria la pena de muerte para la protección de personas inocentes.
En marzo de 2020 se suspendieron todas las misas públicas en la Ciudad del Vaticano e Italia debido a la Pandemia de coronavirus. Estas suspensiones comenzaron a finales de febrero en las archidiócesis de Milán y Venecia y se extendieron al resto de la península italiana el 8 de marzo. Dando ejemplo a las iglesias que no podían celebrar misas públicas debido al bloqueo, el Papa Francisco comenzó a retransmitir en directo las misas diarias desde su casa en Domus Sanctae Marthae el 9 de marzo. Fuera de Italia, en los días siguientes se suspendieron las misas en ciudades de todo el mundo. En el punto álgido del brote en Italia, el 27 de marzo, el papa Francisco impartió la bendición Urbi et Orbi, normalmente reservada para Navidad y Pascua, desde una Plaza de San Pedro vacía tras una oración por la salud de todo el mundo. Para el servicio de oración, Francisco trajo el crucifijo de San Marcello al Corso que había procesionado por las calles de Roma durante la curación milagrosa de la peste de 1522. El servicio de oración concluyó con la Bendición del Santísimo Sacramento, mientras sonaban las campanas de las iglesias y sirenas por toda Roma. La propagación de COVID-19 pronto disminuyó en Italia y se permitió la reanudación de las misas públicas el 18 de mayo, con el Papa Francisco celebrando su última misa diaria en directo y la primera misa pública desde el bloqueo de la pandemia de COVID-19 en Italia en el centenario del nacimiento del Papa Juan Pablo II.
En julio de 2021, Francisco derogó partes del motu proprio Summorum Pontificum con la promulgación del motu proprio Traditionis custodes, restringiendo el permiso de los sacerdotes para ofrecer la misa tradicional en latín a menos que tengan permiso de su obispo.
En marzo de 2022, Francisco promulgó la constitución apostólica Praedicate evangelium, reformando la Curia Romana y permitiendo a los católicos laicos dirigir dicasterios.
El arzobispo Carlo Maria Viganò un ex nuncio apostólico afirmó en una carta abierta que Francisco "sabía desde al menos el 23 de junio de 2013 que Theodore McCarrick era un depredador en serie. McCarrick presentó su renuncia al Colegio Cardenalicio en julio de 2018, que fue rápidamente aceptada por Francisco. Francisco ordenó a McCarrick una vida de oración y penitencia hasta que se pudiera celebrar un juicio canónico. Tras una investigación eclesiástica y un juicio, fue declarado culpable de delitos sexuales contra adultos y menores y abuso de poder, y fue secularizado y destituido del clero en febrero de 2019. McCarrick es el funcionario eclesiástico de más alto rango en los tiempos modernos en ser secularizado comúnmente conocido como defrocking –  y se cree que es el primer cardenal laicizado por conducta sexual inapropiada. El 9 de mayo de 2019, Francisco emitió el motu proprio Vos estis lux mundi, estableciendo nuevas normas de procedimiento para combatir los abusos sexuales y garantizar que los obispos y superiores religiosos rindan cuentas de sus actos.

## Ortodoxia oriental

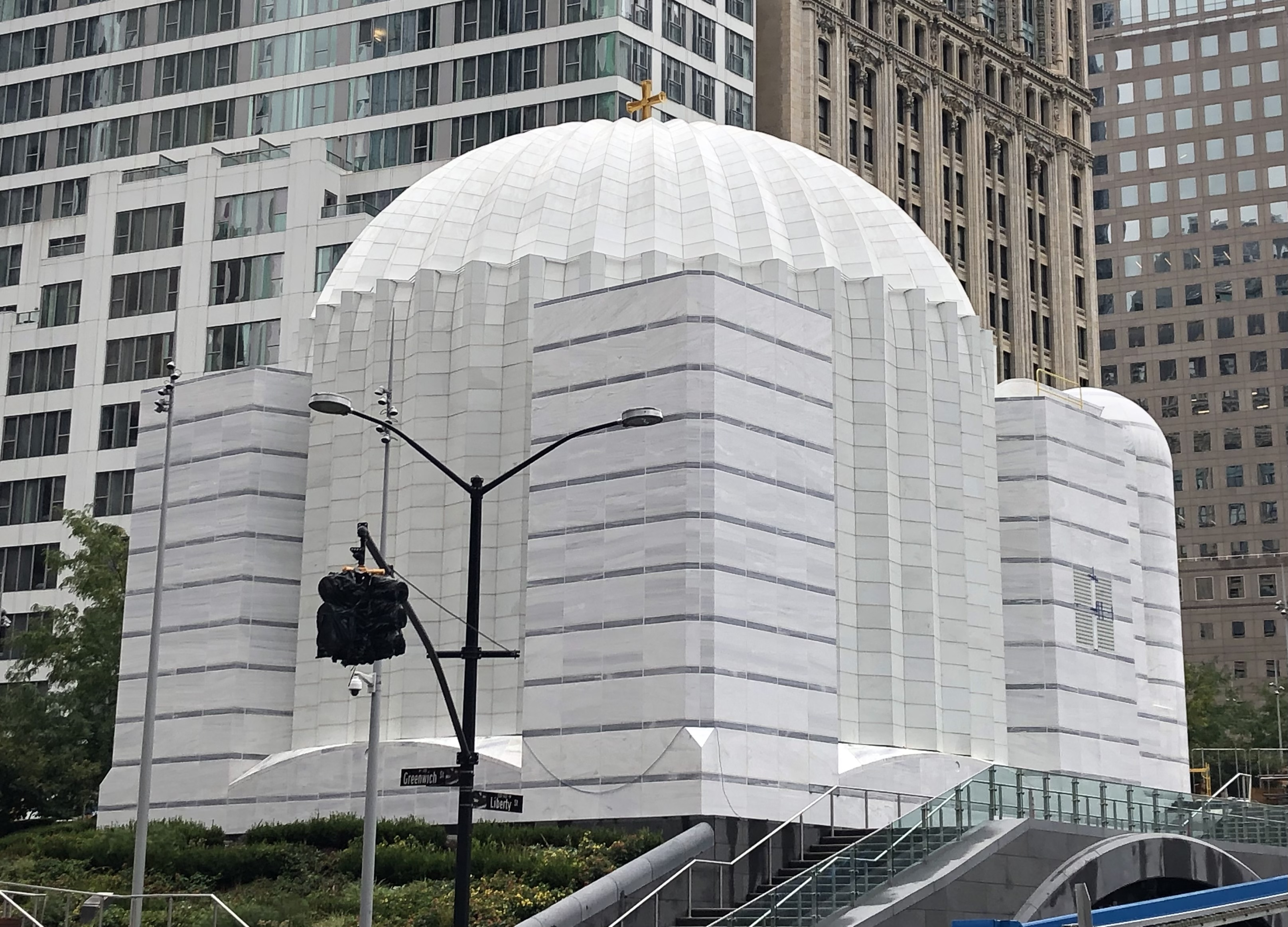
Iglesia Ortodoxa Griega de San Nicolás en Nueva York, actualmente en construcción después de que la iglesia original fuera destruida en los atentados del 11 de septiembre

### Consejo Pan-Ortodoxo
El Concilio Pan-Ortodoxo, oficialmente denominado Santo y Gran Sínodo, se inauguró en Creta, el 19 de junio de 2016. Las 10 Iglesias que enviaron representantes a Creta fueron el Patriarcado Ecuménico de Constantinopla y las Iglesias Ortodoxas de Alejandría, Jerusalén, Serbia, Rumanía, Grecia, Polonia, Albania, Chipre e Países checos y Eslovaquia. De las 14 iglesias ortodoxas nacionales, cuatro no asistieron al acto, entre ellas la Iglesia Ortodoxa Rusa, la Georgiana y la Iglesia Ortodoxa Búlgaraes, así como la Iglesia Ortodoxa de Antioquía. El Concilio concluyó el 26 de junio de 2016, domingo de Todos los Santos, con una Concelebración Patriarcal.

### Cisma de Moscú-Constantinopla de 2018

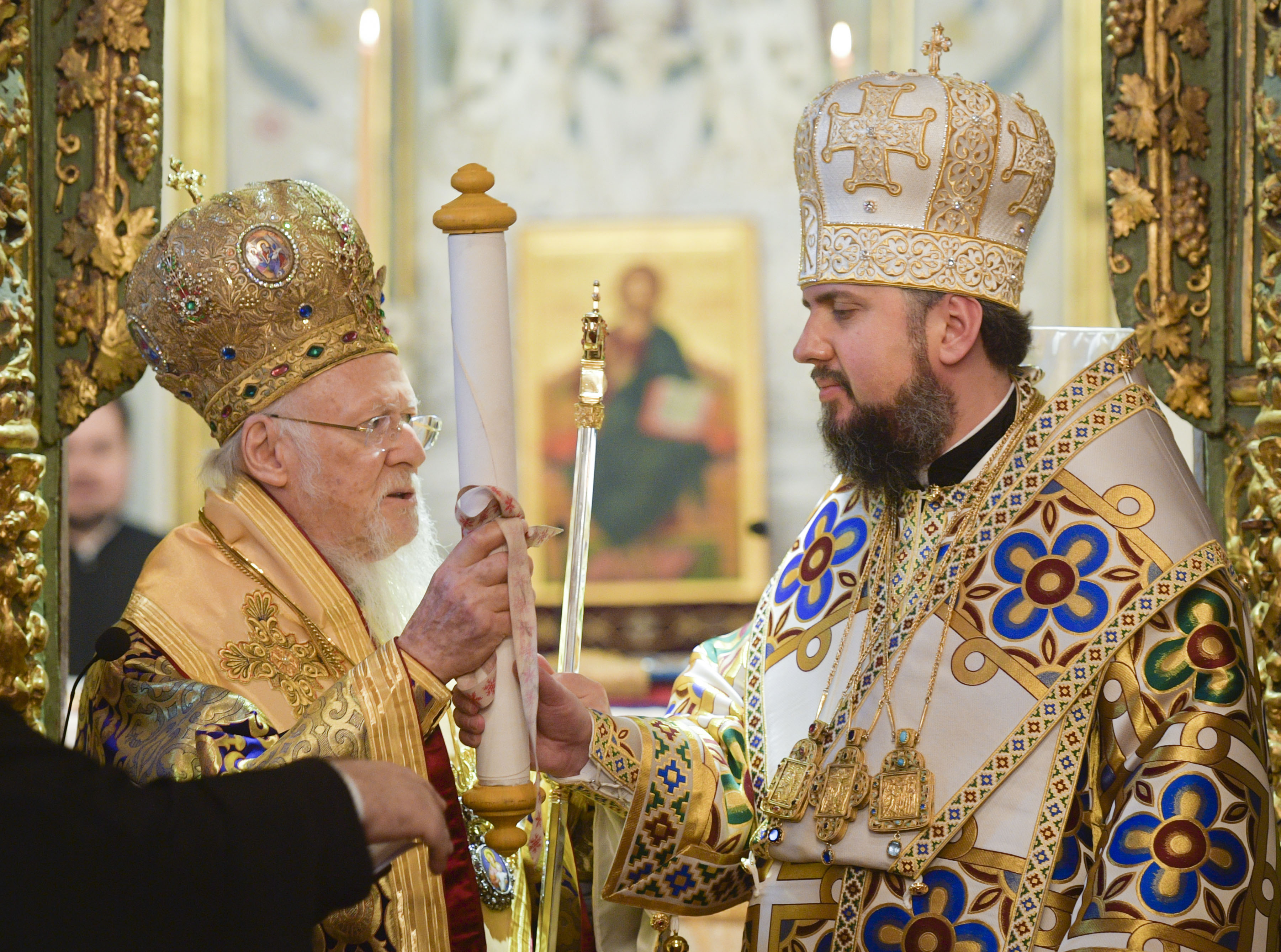
El patriarca ecuménico Bartolomé (izquierda) entregando el tomos de autocefalia al metropolitano Epifanio (derecha), el 6 de enero de 2019

El 11 de octubre de 2018, el Patriarcado Ecuménico de Constantinopla anunció que concedería la autocefalia a la "Iglesia de Ucrania", separándola así de la jurisdicción canónica del Patriarcado de Moscú. Cuatro días después, el Patriarcado de Moscú rompió la comunión con el Patriarcado Ecuménico de Constantinopla por el respaldo de este último a la autocefalia de la Iglesia ortodoxa ucraniana. La decisión se tomó tras una reunión del Santo Sínodo ruso en Minsk, la capital de Bielorrusia. Hilarión Metropolitano anunció que el Patriarcado de Moscú había tomado la decisión de "romper la plena comunión con el Patriarcado de Constantinopla", lo que significa que los sacerdotes de las dos iglesias no podrán servir juntos mientras que los fieles de una no podrán comulgar en la otra.
Dos meses después, el 15 de diciembre de 2018, un concilio de unificación fue convocado por el Patriarcado Ecuménico de Constantinopla en la Catedral de Santa Sofía en Kiev, durante el cual la Patriarcado de Kyiv, la Iglesia ortodoxa autocéfala ucraniana y partes de la Iglesia ortodoxa ucraniana se unieron en una sola iglesia: la Iglesia ortodoxa de Ucrania. Metropolitano Epifanio fue elegido primer Metropolitano de Kiev y toda Ucrania de la recién unificada iglesia ucraniana. El Patriarca Cirilo de Moscú denunció a la nueva Iglesia ucraniana como "una unión de dos grupos cismáticos. "
El 5 de enero de 2019, Patriarca Ecuménico Bartolomé firmó un tomos concediendo oficialmente la autocefalia a la Iglesia Ortodoxa Ucraniana. El tomos fue firmado en la catedral de San Jorge en presencia de Petró Poroshenko, presidente de Ucrania, y fue entregado al metropolita Epifanio para que lo llevara a Kiev a tiempo para Navidad, la primera liturgia celebrada por la Iglesia Ortodoxa Ucraniana unida.
El 30 de mayo de 2019, Vladimir Legoyda, jefe del Departamento Sinodal de Relaciones con la Iglesia, la Sociedad y los Medios de Comunicación de la ROC, dijo que la ROC era consciente de los esfuerzos del primado de la Iglesia de Chipre, Chrysostomos II, y añadió que "hasta cierto punto, las acciones [de Chrysostomos] pueden considerarse en línea con la propuesta de la ROC (.... ) Ha mantenido constantemente conversaciones con representantes de varias Iglesias locales, transmitiéndoles la necesidad de resolver el problema" Legoyda también dijo que la ROC "ha subrayado repetidamente el deseo y la necesidad de una decisión pan-ortodoxa sobre esta cuestión porque no puede resolverse unilateralmente"
El 12 de octubre de 2019, la Iglesia Ortodoxa de Grecia, encabezada por el arzobispo Jerónimo II reconoció la autocefalia de la Iglesia Ortodoxa de Ucrania, afirmando que "el Patriarcado Ecuménico de Constantinopla tiene derecho a conceder autocefalias"
El 8 de noviembre de 2019, la Patriarcado de Alejandría, que ocupa el segundo lugar en el díptico de las Iglesias Ortodoxas Orientales del mundo, anunció oficialmente que había reconocido a la Iglesia Ortodoxa de Ucrania, y el patriarca Teodoro II de Alejandría reconoció formalmente la Autocefalia concedida por el Patriarcado Ecuménico de Constantinopla a la Iglesia Ortodoxa de Ucrania a principios de ese año.
El 24 de octubre de 2020, el primado de la Iglesia de Chipre, el arzobispo Chrysostomos II, conmemoró a Epifanio de Ucrania durante la Divina Liturgia, reconociendo así a la Iglesia Ortodoxa de Ucrania.

### Hagia Sofía y la iglesia de Cora
A principios de julio de 2020, el Consejo de Estado turco anuló la decisión del gabinete de 1934 de crear el museo, revocando el estatus del monumento, y un decreto posterior del presidente turco Recep Tayyip Erdoğan ordenó la reclasificación de Santa Sofía como mezquita. El decreto de 1934 fue declarado ilegal tanto por la ley otomana como por la turca, ya que el waqf de Santa Sofía, dotado por el sultán Mehmed, había designado el lugar como mezquita; los defensores de la decisión argumentaron que Santa Sofía era propiedad personal del sultán. Esta nueva designación es controvertida y ha suscitado la condena de la oposición turca, el Patriarca Ecuménico Bartolomé I de Constantinopla, la UNESCO, el Consejo Mundial de Iglesias, la Asociación Internacional de Estudios Bizantinos y muchos líderes internacionales.
En noviembre de 2019, el Consejo de Estado turco, el más alto tribunal administrativo de Turquía, ordenó que Iglesia de San Salvador de Cora fuera reconvertida en mezquita. En agosto de 2020, su estatus cambió a mezquita. La medida de convertir la iglesia de Chora en mezquita fue condenada por el Ministerio de Exteriores griego y los cristianos. Esto provocó una fuerte reprimenda por parte de Turquía.

### Arquidiócesis de Ohrid
El Presidente de Macedonia del Norte expresó su esperanza y expectativa de una solución definitiva del estatus administrativo de la iglesia de su país en un futuro próximo mediante la concesión de un Tomos de Autocefalia por parte del Patriarcado Ecuménico, subrayando que la realización de la autocefalia de la iglesia de Macedonia del Norte es un interés nacional de primer orden. El Santo y Sagrado Sínodo de Constantinopla se reunió el lunes 9 de mayo de 2022, bajo la presidencia del Patriarca Ecuménico Bartolomé, y debatió ampliamente el asunto eclesiástico de Skopje. Habiendo evaluado en su fase final la petición de apelación de esa Iglesia a la Iglesia Madre, junto con las reiteradas súplicas del Estado de Macedonia del Norte, el Patriarcado Ecuménico anunció que acoge en comunión eucarística "a la jerarquía, al clero y al pueblo de esta Iglesia bajo el arzobispo Stefan". Aclara que excluye el término "macedonio" y cualquier otro derivado de la palabra "Macedonia", y reconoce el nombre de la Iglesia como "Ohrid". El Patriarca Ecuménico Bartolomé aclara que corresponde a la Iglesia de Serbia resolver las cuestiones administrativas entre ella y la Iglesia de Macedonia del Norte. Promete seguir interesándose por el progreso y la estabilidad de la entidad eclesiástica de Ohrid.
La Iglesia Ortodoxa Serbia aceptó la petición de la Iglesia de Macedonia del Norte de adquirir la autocefalia. El 24 de mayo de 2022, el Patriarca de Serbia y el Arzobispo de Ohrid cooficiaron la Divina Liturgia por la festividad de los Santos Cirilo y Metodio en la Catedral de San Clemente de Ohrid en Skopje.

## Protestantismo

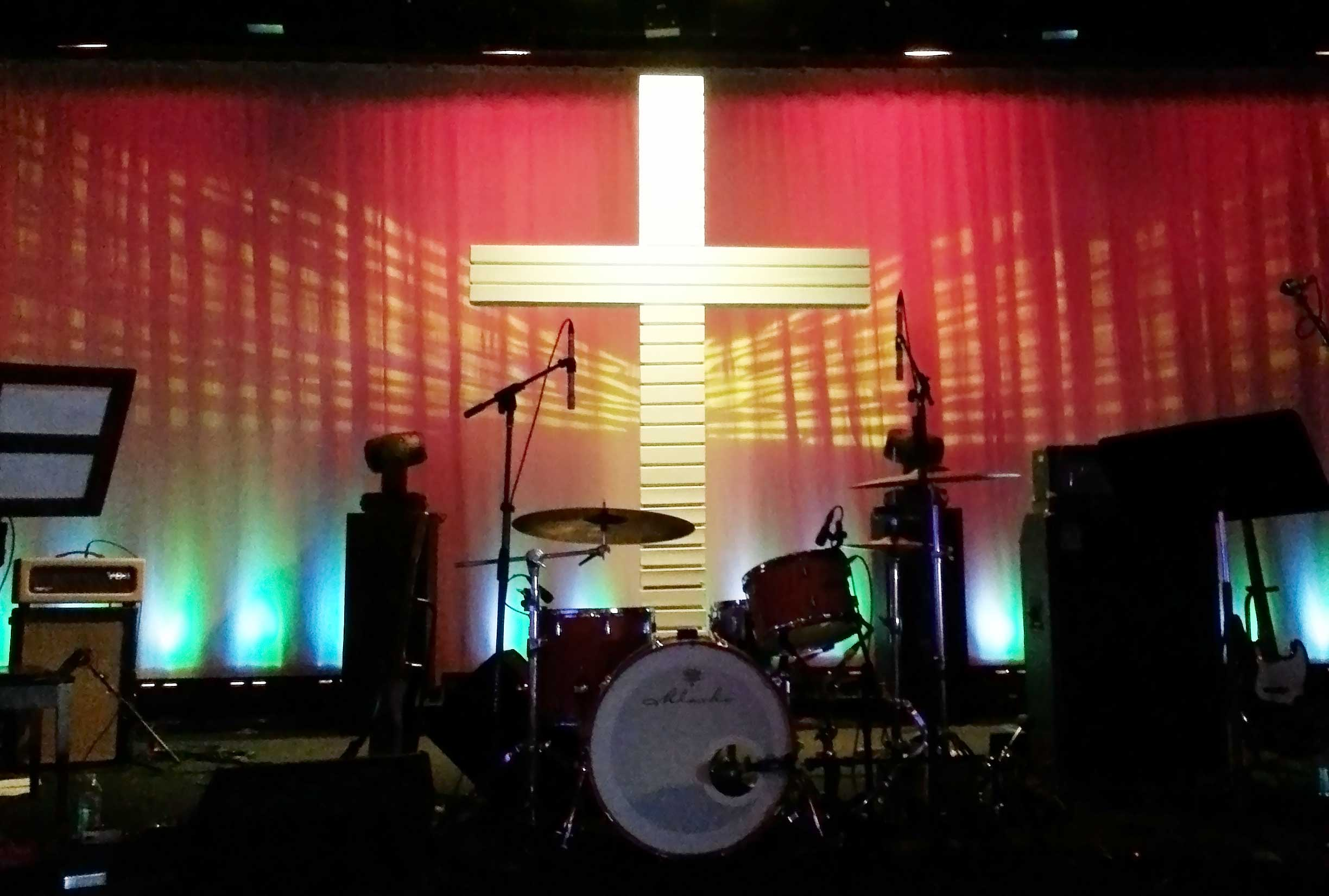
La iglesia Mars Hill, parte del movimiento iglesia emergente, cerró en 2015

### Megiglesias
El cristianismo postmoderno ha influido en el movimiento de la iglesia emergente, con proponentes que desafían la corriente principal del cristianismo en cuestiones tales como: estructuras institucionales, teología sistemática, métodos de enseñanza proposicional, una preocupación percibida con los edificios, una comprensión atractiva de la misión, el clero profesional, y una preocupación percibida con el proceso político y la jerga inútil ("cristiano-ese"). En todo el mundo, las megaiglesias son un acontecimiento importante en el cristianismo protestante. En Estados Unidos, el fenómeno se ha más que cuadruplicado en las últimas dos décadas. Desde entonces, se ha extendido por todo el mundo. En 2007, cinco de las diez mayores iglesias protestantes estaban en Corea del Sur. La mayor megaiglesia de Estados Unidos es Lakewood Church en Houston Texas con más de 40 000 miembros cada fin de semana y la actual megaiglesia más grande del mundo es la Iglesia del Evangelio Pleno de Yoido de Corea del Sur, una iglesia de las Asambleas de Dios, con más de 830 000 miembros en 2007.
Mark Driscoll, líder del movimiento de iglesias emergentes, tenía más de 12.000 seguidores en Mars Hill Church en Seattle (Washington) antes de que la controversia llevara a la dimisión de Driscoll en 2014 y a la disolución de Mars Hill. Al igual que otras iglesias del movimiento de iglesias emergentes, Mars Hill combinaba el culto alternativo con la teología calvinista. En 2015, no sin polémica, un vídeo en el que aparecía Driscoll fue presentado en una conferencia de Hillsong Church en Sídney, Australia. Hillsong Church es una megaiglesia, fundada en 1983, que ha crecido hasta tener más de 100.000 seguidores. Su canción de 2013 "Oceans (Where Feet May Fail)]" fue lanzada y estuvo 61 semanas en lo más alto de la lista de Billboard] Hot Christian Songs, más tiempo que cualquier otra canción.
Algunas megaiglesias, como Lakewood y Yoido Full, enseñan la teología de la prosperidad, una controvertida doctrina vista como una herejía por la mayoría de los cristianos. En 2007, el Senador de los Estados Unidos Chuck Grassley abrió una investigación sobre las finanzas de seis ministerios de televangelismo que promovían la teología de la prosperidad: Kenneth Copeland, Creflo Dollar, Benny Hinn, Eddie L. Long, Joyce Meyer, y Paula White. En enero de 2011, Grassley concluyó su investigación afirmando que creía que la autorregulación de las organizaciones religiosas era preferible a la acción gubernamental. Sólo los ministerios dirigidos por Meyer y Hinn cooperaron con la investigación de Grassley. En la toma de posesión de Donald Trump como 45º Presidente de los Estados Unidos en 2017, hubo oraciones de dos predicadores conocidos por defender la teología de la prosperidad. Paula White, una de las asesoras espirituales de Trump, pronunció la invocación.
La heterodoxa Megaiglesia Shincheonji fue la fuente de la Pandemia de COVID-19 en Corea del Sur, estando la mayoría de los casos en Corea del Sur vinculados a la propagación del virus SARS-CoV-2 dentro de la megaiglesia. El 1 de marzo de 2020, el alcalde de Seúl Park Won-soon anunció que el Gobierno municipal de Seúl había presentado una denuncia penal contra el pastor de la iglesia Lee Man-hee a quien los adeptos de Shincheonji creían el mesías, pidiendo que se le investigara a él y a otras doce personas relacionadas con la secta por cargos de asesinato por negligencia y violación de la Ley de Control de Enfermedades, citando su negligencia a la hora de prevenir un brote entre sus fieles y su negativa a cooperar con el Gobierno durante toda la crisis.

## Ortodoxia Oriental

### Iglesia copta
En abril de 2006, una persona murió y doce resultaron heridas en ataques simultáneos con cuchillo contra tres iglesias coptas de Alejandría.
En noviembre de 2008, varios miles de musulmanes atacaron una iglesia copta en un suburbio de El Cairo el día de su inauguración, obligando a 800 cristianos coptos a atrincherarse.
En abril de 2009, dos cristianos murieron tiroteados y otro resultó herido por hombres musulmanes tras una vigilia de Pascua en el sur de Egipto.
El 18 de septiembre de 2009, un musulmán llamado Osama Araban decapitó a un cristiano copto en el pueblo de Bagour, e hirió a otros 2 en 2 pueblos diferentes. Fue detenido al día siguiente.
En la víspera del 7 de enero de 2010, cuando los fieles abandonaban la iglesia de Mar-Yuhanna (San Juan) en Nag Hammadi tras la Navidad oriental. (que termina hacia medianoche), tres hombres musulmanes que iban en un coche abrieron fuego, matando a 8 cristianos e hiriendo a otros 10..
El día de Año Nuevo de 2011, apenas 20 minutos después de la medianoche, cuando los cristianos abandonaban una Iglesia Ortodoxa Copta en la ciudad de Alejandría tras un servicio de Nochevieja un coche bomba explotó frente a la Iglesia matando a más de 23 personas e hiriendo a más de 75.
En la plaza Tahrir, El Cairo, el miércoles 2 de febrero de 2011, los cristianos coptos unieron sus manos para proporcionar un cordón de protección alrededor de sus vecinos musulmanes durante el salat (rezo) en medio de la Revolución egipcia de 2011.
El 7 de mayo de 2011, un grupo armado de islamistas, incluidos salafíes, atacaron e incendiaron dos iglesias, entre ellas la Saint Menas Coptic Orthodox Christian Church y la Iglesia Copta de la Santa Virgen, en El Cairo. Los atentados causaron la muerte de 12 personas y más de 230 heridos. Al parecer, los hechos se desencadenaron a raíz de un matrimonio mixto entre una mujer cristiana y un hombre musulmán.
El 17 de marzo de 2012, el  Papa copto ortodoxo, Shenouda III murió, dejando a muchos coptos de luto y preocupados mientras aumentaban las tensiones con los musulmanes. Shenouda III se había reunido constantemente con líderes musulmanes para lograr la paz. A muchos les preocupaba que los musulmanes controlaran Egipto, ya que los Hermanos Musulmanes habían ganado el 70% de las elecciones parlamentarias. El Tawadros II fue elegido papa el 4 de noviembre de 2012.
En febrero de 2015, veintiún cristianos coptos fueron secuestrados y decapitados en Libia por insurgentes del ISIS. Seis días después, fueron canonizados como mártires por el papa Tawadros II.
.

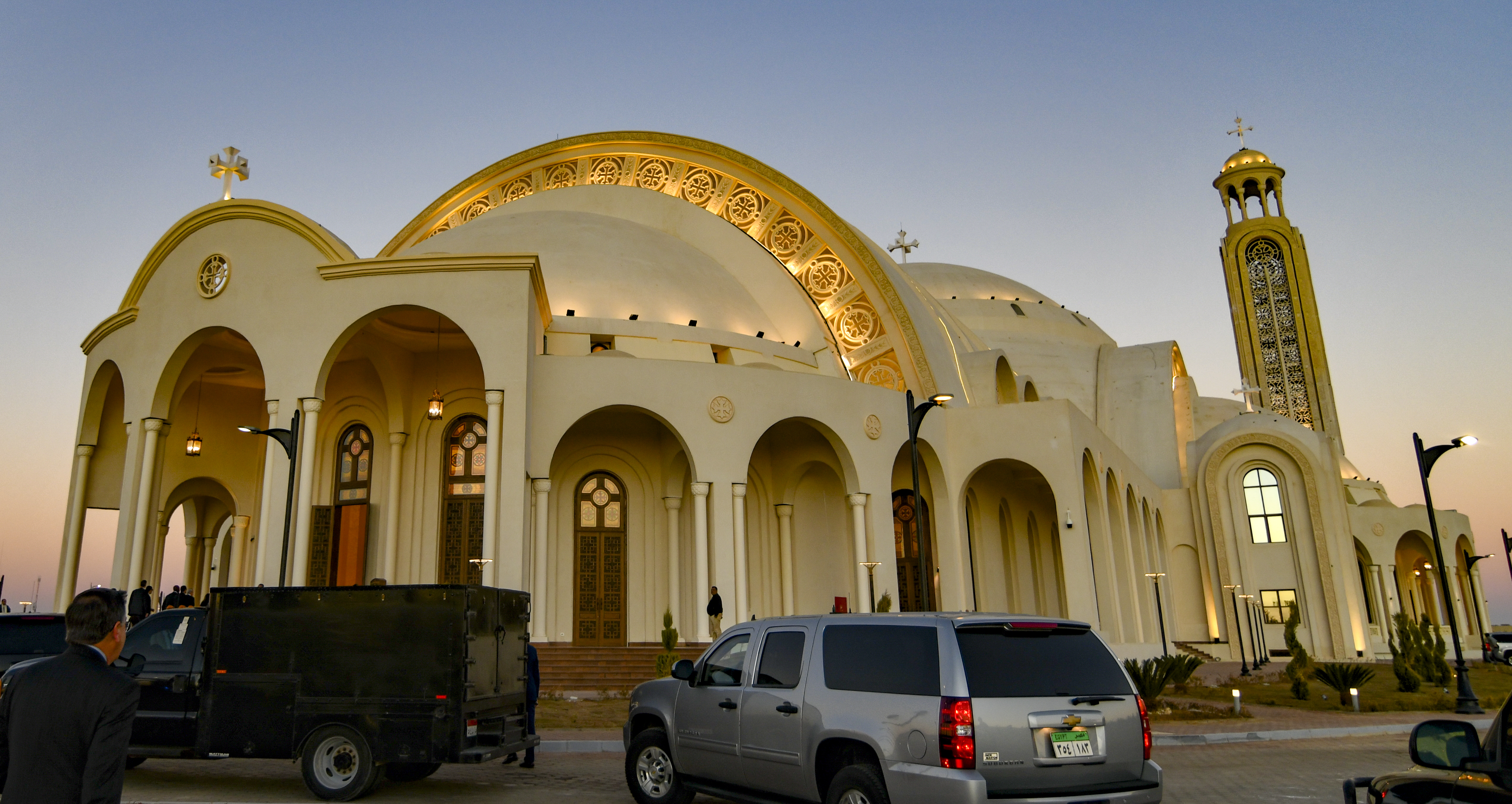
Catedral de la Natividad de El Cairo, la iglesia más grande de Oriente Medio, consagrada en 2019

En enero de 2017, tras el dos atentados terroristas en los que murieron al menos 27 egipcios coptos en la iglesia de San Pedro y San Pablo de El Cairo en diciembre de 2016, el presidente de Egipto Abdel Fattah el-Sisi encargó la construcción de la mezquita y la iglesia más grandes del país en la nueva capital administrativa para convertirlas en símbolos de convivencia y unidad nacional. Durante décadas, la construcción de iglesias en Egipto estuvo restringida para evitar ofender al Islam. La Catedral de la Natividad de El Cairo fue inaugurada el 6 de enero de 2019 por el presidente el-Sisi y el papa Tawadros II. El mismo día de la inauguración, se celebró la Divina Liturgia en la capilla de la catedral con la participación de unas 3000 personas entre las que había representantes de todo el país.

### Iglesia armenia

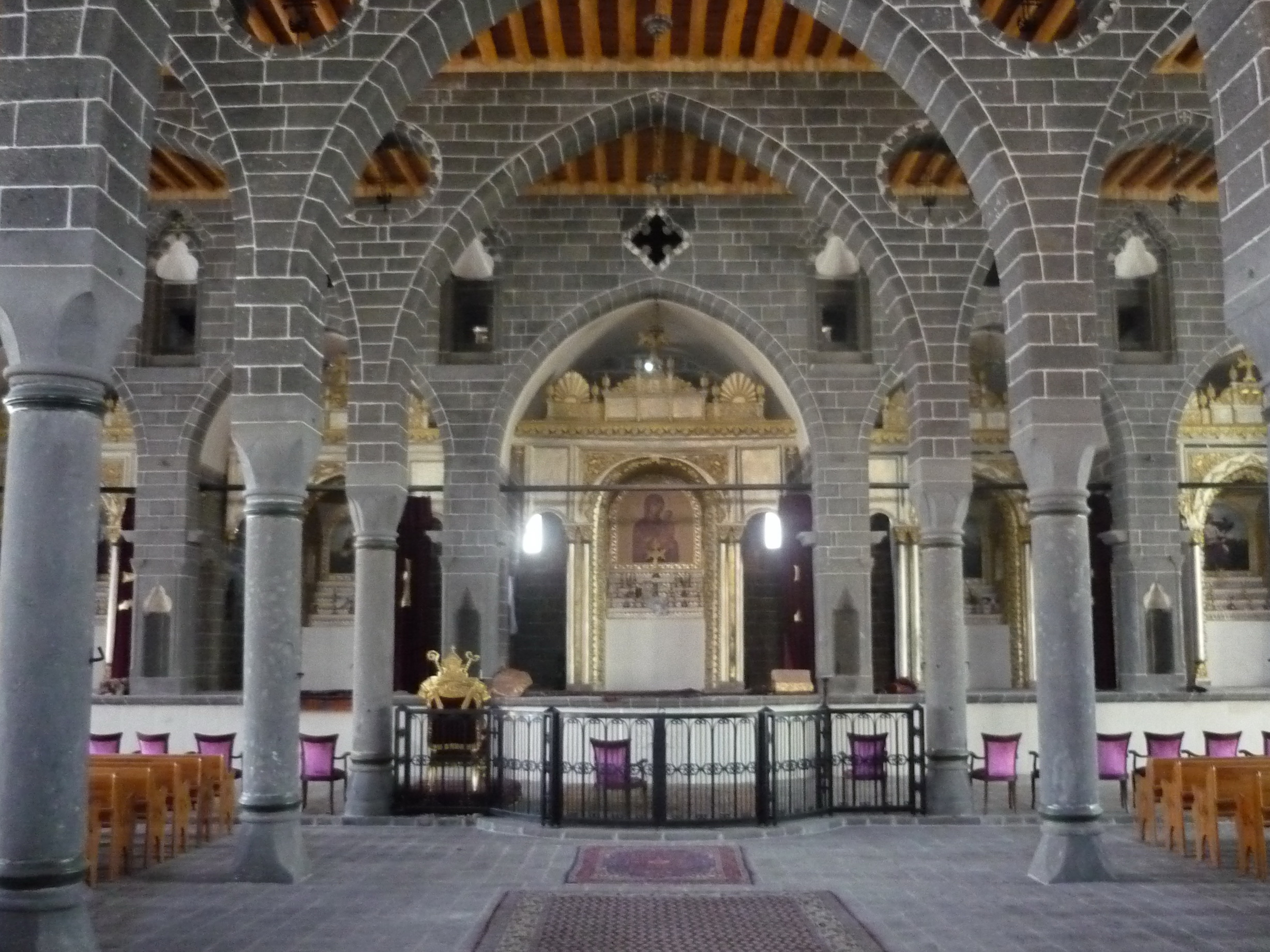
Iglesia armenia de San Giragos en Turquía, restaurada y reabierta en 2011 y reconfiscada por el gobierno turco en 2016.

La construcción de la Catedral de la Santa Madre de Dios (Stepanakert) en Stepanakert, Nagorno-Karabaj comenzó en 2006.
En octubre de 2013, el padre Asoghik Karapetyan, director del Museo de la Sede Madre de la Santa Echmiadzin, declaró en televisión que un armenio ateo no es un "verdadero armenio". Un portavoz de la Iglesia Apostólica Armenia declaró que es su opinión personal. La declaración recibió numerosas críticas, aunque Asoghik no se retractó. En un editorial del diario liberal Aravot Aram Abrahamyan sugirió que la identidad religiosa no debe equipararse a la identidad nacional (étnica) y que corresponde a cada individuo decidir si es armenio o no, independientemente de su religión. Según una encuesta realizada en 2018 por el Pew Research Center, en Armenia el 82% de los encuestados afirma que es muy o algo importante ser cristiano para ser verdaderamente armenio.
El 24 de abril de 2015, la Iglesia Apostólica Armenia canonizó a todas las víctimas del genocidio armenio como mártires, que comenzó cien años antes del día siguiente, el 24 de abril de 1915; se cree que este servicio es el mayor servicio de canonización de la historia. Fue la primera canonización de la Iglesia Apostólica Armenia en cuatrocientos años.
El 26 de septiembre de 2017, fue consagrada en la Teherán  una diaconisa de la Diócesis de la Iglesia Apostólica Armenia, la primera diaconisa armenia en cien años.
El 3 de octubre de 2019, el periódico turco Hürriyet informó sobre una demanda de 2012 que avanzaba por tribunales turcos; la demanda fue presentada por el Patriarca Nourhan Manougian de Jerusalén en un intento de reclamar las propiedades del patriarcado confiscadas por el Gobierno turco durante el genocidio armenio de 1915. Según el Patriarca Manougian, el "Patriarcado Armenio de Jerusalén poseía alrededor de 1.200 propiedades solo en Estambul" antes del genocidio. El tribunal había desestimado originalmente el caso en 2012, a pesar de que el patriarcado ganó una apelación, pero una decisión del Tribunal Constitucional de Turquía dictaminó el 12 de septiembre de 2019 que el tribunal anterior había violado los derechos del patriarcado.

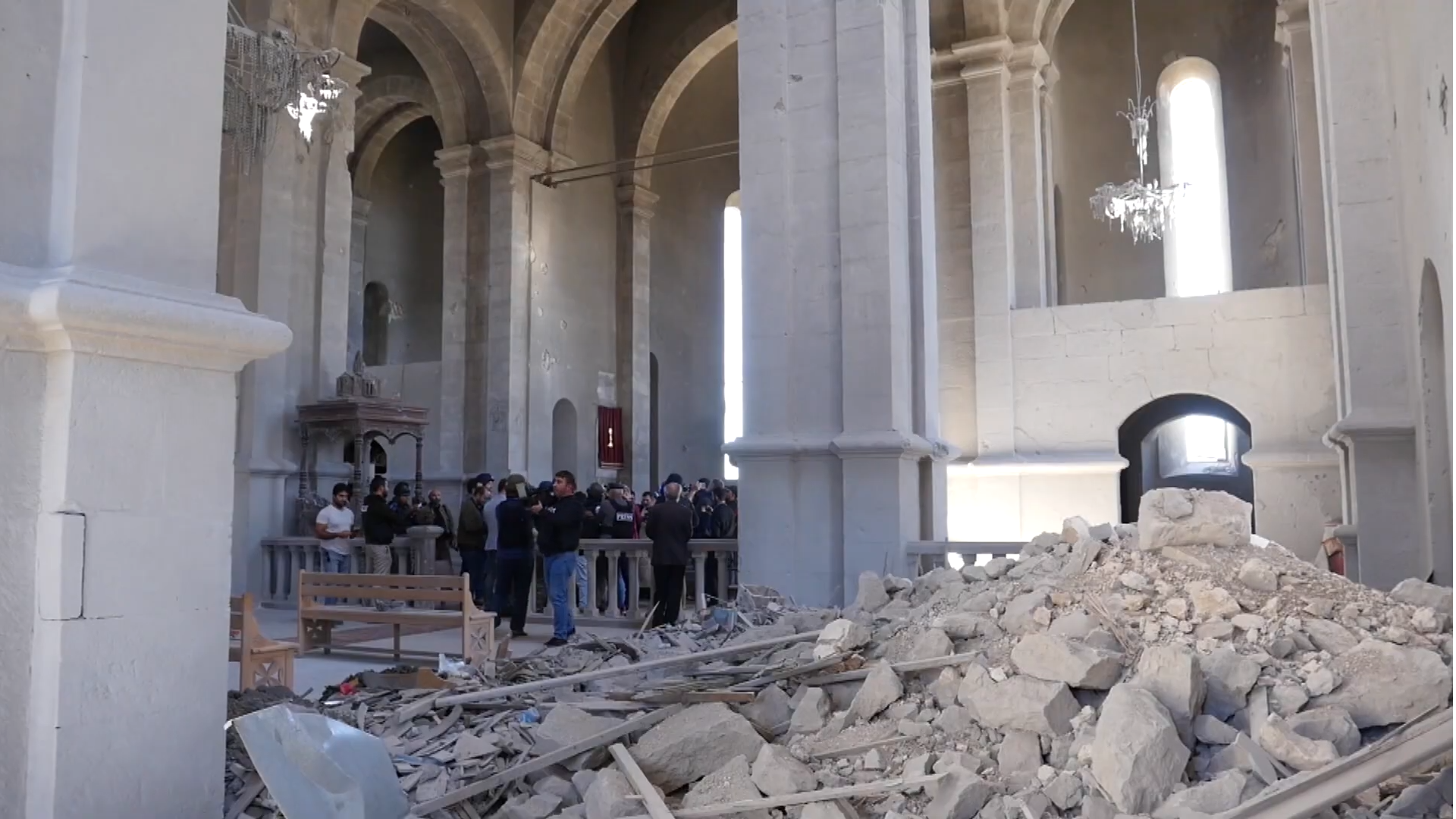
Una boda celebrada en la catedral de Ghazanchetsots después de que la iglesia fuera bombardeada.

En medio de la segunda guerra del Alto Karabaj, el 8 de octubre de 2020, la iglesia madre de los cristianos de Artsajtsi Catedral de Ghazanchetsots en Shushi fue bombardeada por las Fuerzas Armadas de Azerbaiyán. El arzobispo Pargev Martirosyan de la Artsakh comparó los bombardeos con las acciones del Estado Islámico de Irak y el Levante, afirmando que "están bombardeando nuestros valores espirituales, cuando nosotros estamos restaurando y preservando mezquitas". Otro sacerdote de la catedral dijo: "Siento el dolor de que los muros de nuestra hermosa catedral estén destruidos. Siento el dolor de que hoy el mundo no reaccione ante lo que está ocurriendo aquí y que nuestros chicos mueran defendiendo nuestra Patria".

### Iglesia etíope
El patriarca Abune Paulos falleció el 16 de agosto de 2012, seguido cuatro días después por el primer ministro etíope Meles Zenawi. Meles Zenawi. El 28 de febrero de 2013, un colegio electoral se reunió en Addis Abeba y eligió a Abune Mathias como sexto patriarca de la Iglesia ortodoxa etíope.
El 25 de julio de 2018, los delegados del Patriarcado en Addis Abeba, Etiopía y los de Estados Unidos, declararon la reunificación en Washington D. C., con la asistencia del primer ministro etíope Abiy Ahmed. Declarando el fin de un cisma de 26 años, que comenzó en 1991 cuando el Frente Democrático Revolucionario del Pueblo Etíope tomó el poder en Etiopía y exilió al patriarca, la Iglesia anunció que ahora reconoce a dos patriarcas: Abune Merkorios, 4º Patriarca de Etiopía, y Abune Mathias, 6º Patriarca de Etiopía.

### Iglesia eritrea
El primer Patriarca de la recién independizada Iglesia ortodoxa de Eritrea, Abune Phillipos, murió en 2002 y fue sucedido por Abune Yacob. El reinado de Abune Yacob como Patriarca de Eritrea fue muy breve, ya que murió poco después de su entronización, y fue sucedido por Abune Antonios como 3er Patriarca de Eritrea. Abune Antonios fue elegido el 5 de marzo de 2004 y entronizado como tercer Patriarca de Eritrea el 24 de abril de 2004. El papa copto Shenouda III presidió la ceremonia en Asmara, junto con el Santo Sínodo de la Iglesia Ortodoxa de Eritrea y una delegación de la Iglesia Ortodoxa Copta.
En agosto de 2005, Abune Antonios, Patriarca de la Iglesia Ortodoxa Tewahedo eritrea, fue confinado a un papel estrictamente ceremonial. En una carta fechada el 13 de enero de 2006, se informó al Patriarca Abune Antonios de que, tras varias sesiones del Santo Sínodo de la iglesia, había sido formalmente depuesto. En una respuesta escrita que se publicó ampliamente, el Patriarca rechazó los motivos de su destitución, cuestionó la legitimidad del sínodo y excomulgó a dos firmantes de la carta del 13 de enero de 2006, entre ellos Yoftahe Dimetros, a quien el Patriarca señalaba como responsable de los recientes trastornos de la Iglesia. El Patriarca Antonios también recurrió su caso ante el Consejo de los Monasterios de la Iglesia Ortodoxa de Eritrea y ante la Iglesia Ortodoxa Copta de Alejandría. Abune Antonios fue destituido por el Santo Sínodo eritreo supuestamente por presiones del Gobierno eritreo y permanece bajo arresto domiciliario. Abuna Antonios fue sustituido por Abune Dioskoros como 4º Patriarca de Eritrea. Muchos creen que Abune Antonios fue depuesto injustamente y siguen considerándolo Patriarca. Muchos seguidores ortodoxos eritreos no están de acuerdo con que el gobierno eritreo tome decisiones en materia religiosa. El patriarca en el poder Abune Dioskoros falleció el 21 de diciembre de 2015. Hasta la fecha no se ha elegido sucesor y la sede del patriarcado permanece sede vacante.

## Iglesia asiria
Tras la caída de Mosul, el Estado Islámico de Irak y el Levante exigió a los cristianos asirios que vivían en la ciudad convertirse al Islam, pagar tributo o enfrentarse a la ejecución, antes del 19 de julio de 2014. Al-Baghdadi señaló además que los cristianos que no aceptasen seguir esos términos debían "abandonar las fronteras del Califato Islámico" en un plazo determinado. Esto provocó un éxodo completo de los cristianos asirios de Mosul, marcando el fin de 1600 años de presencia cristiana continua. 
Por primera vez en 1800 años no se celebró una misa en Mosul. El 9 de julio de 2017, el primer ministro iraquí Haider Al-Abadi llegó para preparar el anuncio de la liberación total de Mosul y recuperar la ciudad tras tres años de control del ISIL.

## Diálogo ecuménico

### Católico-Armenio
.

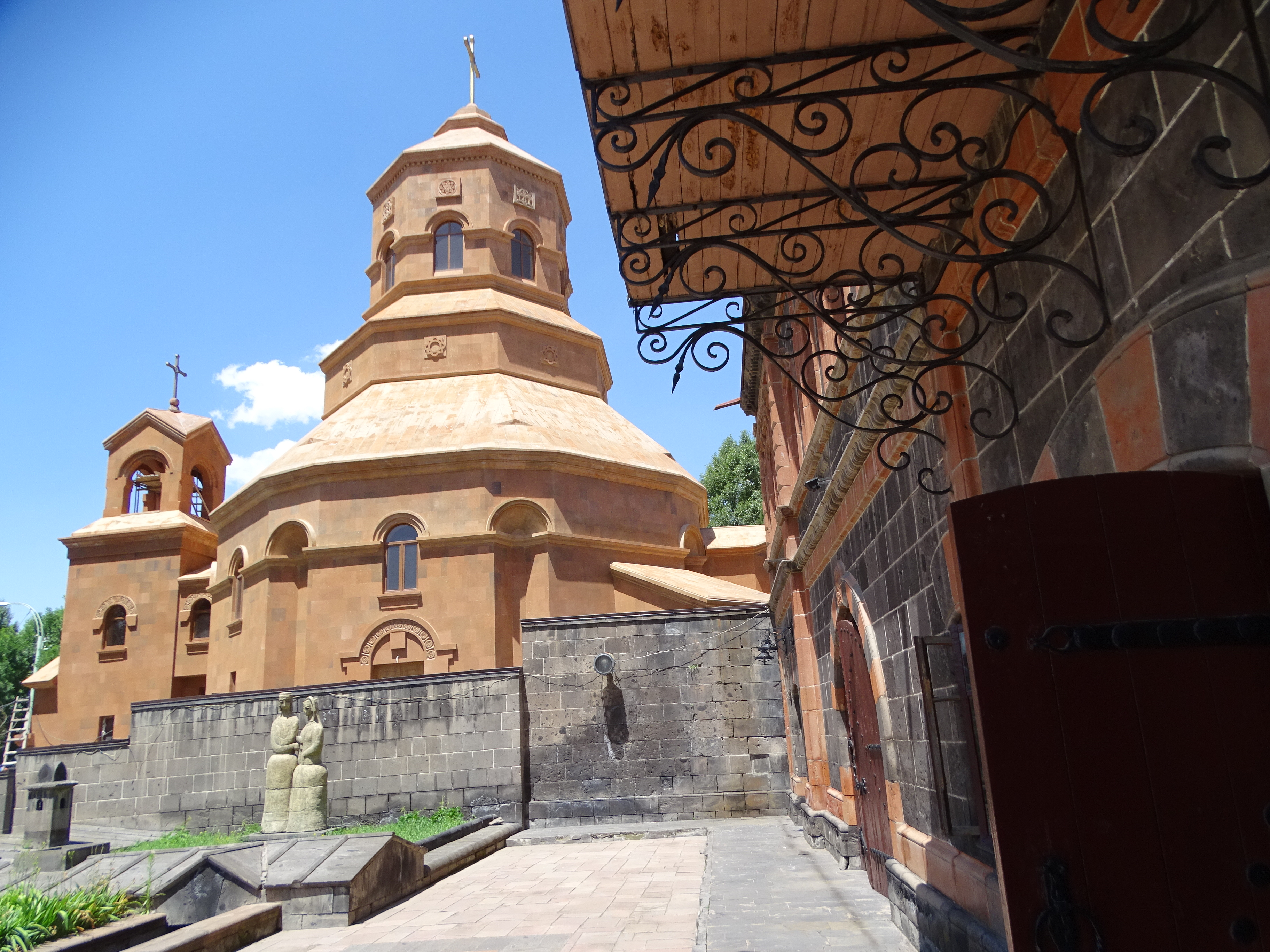
Catedral de los Santos Mártires en Gyumri, Armenia, una catedral Iglesia Católica Armenia dedicada en 2015 a los mártires del Genocidio Armenio

El 18 de febrero de 2001, el Papa Juan Pablo II, durante su Discurso del Ángelus, conmemoró el 1700 aniversario del bautismo del pueblo armenio y se refirió a St. Gregorio de Narek (en armenio: Գրիգոր Նարեկացի) como "el gran doctor de la Iglesia armenia"." En septiembre de 2001, Juan Pablo II viajó a Armenia y participó en una liturgia ecuménica en la recién consagrada Catedral de San Gregorio el Iluminador en Ereván.
El 12 de abril de 2015, en el Domingo de la Divina Misericordia, durante una misa por el  centenario del genocidio armenio en la Basílica de San Pedro, el papa Francisco proclamó oficialmente a St. Gregorio de Narek como Doctor de la Iglesia en presencia del presidente armenio Serzh Sargsyan, el catolicós de todos los armenios Karekin II, el catolicós de Cilicia Aram I, y el patriarca armenio católico Narsés Pedro XIX Tarmouni. Se convirtió en el 36º y primer doctor armenio de la Iglesia. También es el único Doctor "que no estuvo en comunión con la Iglesia católica durante su vida"."
Catedral de los Santos Mártires (en armenio: Սրբոց Նահատակաց եկեղեցի) en Gyumri, Armenia, la catedral de la Iglesia católica armenia Ordinariato para Armenia, Georgia, Rusia y Europa Oriental fue consagrada por Gregorio Pedro XX Ghabroyan, Patriarca-Catholicos de la Iglesia católica armenia, y el cardenal Leonardo Sandri, prefecto de la Congregación para las Iglesias Orientales, el 24 de septiembre de 2015. La ceremonia se celebró en el marco de la conmemoración del centenario del Genocidio Armenio. La catedral lleva el nombre de "Santos Mártires" en memoria de las víctimas del Genocidio Armenio, ya que la Iglesia Apostólica Armenia los canonizó como mártires. El 25 de junio de 2016, el Papa Francisco, acompañado por el Catholicos Karekin II, visitó la catedral.
El 26 de junio de 2016, el Catholicos Karekin II y el Papa Francisco firmaron una declaración conjunta sobre la familia. En ella se afirmaba que la secularización de la sociedad y su "alejamiento de la espiritualidad y de lo divino" perjudican a la familia, y se afirmaba que la Iglesia católica y las iglesias apostólicas armenias comparten una visión de la familia basada en matrimonio. La declaración también tomaba nota de varios pasos positivos dados hacia la unidad entre las iglesias de ambos líderes, y "reconocía el éxito de la 'nueva fase' en las relaciones" entre ellas.  También lamentó la "inmensa tragedia" de la persecución generalizada de Oriente Medio; el Papa y el Catholicos rezaron "por un cambio de corazón en todos aquellos que cometen tales crímenes y en aquellos que están en posición de detener la violencia".
El 5 de abril de 2018, una estatua de bronce de dos metros de altura de San Gregorio de Narek, erigida por Davit Yerevantsi, fue inaugurada en los Jardines del Vaticano por Mikael Minasyan, embajador de Armenia ante la Santa Sede. A la ceremonia inaugural asistieron el papa Francisco, el presidente armenio Serzh Sargsyan y los católicos armenios apostólicos Karekin II y Aram I. En septiembre de 2018, el arzobispo Khajag Barsamian fue nombrado a principios de septiembre primer representante de la Iglesia Apostólica Armenia ante la Santa Sede.

### Cópta-griega
En el verano de 2001, la Iglesia Ortodoxa Copta de Alejandría y el  Patriarcado Ortodoxo Griego de Alejandría acordaron reconocer mutuamente los bautismos realizados en las iglesias del otro, haciendo innecesarios los rebautismos, y reconocer el sacramento del matrimonio celebrado por el otro.

### Católica-anglicana
.

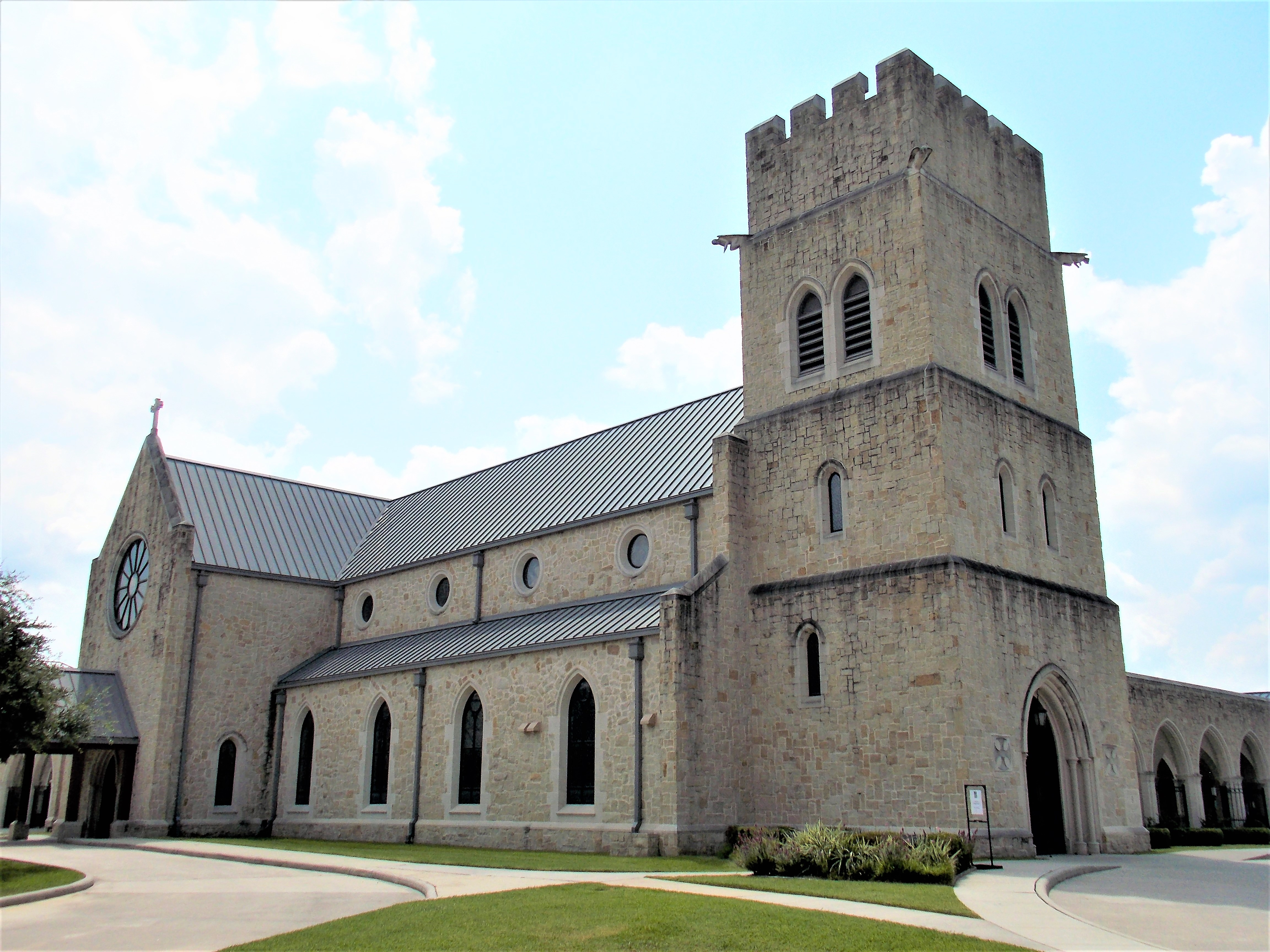
Nuestra Señora de Walsingham en Houston, Texas, iglesia matriz del Ordinariato personal de la Cátedra de San Pedro, elevada a la categoría de catedral en 2015 cuando Steven J. Lopes se convirtió en el primer obispo del ordinariato

El Papa Juan Pablo II suspendió oficialmente todas las conversaciones futuras entre la Iglesia Católica Romana y la Comunión Anglicana tras la consagración de Gene Robinson como obispo en 2003. En una conversación con el obispo anglicano de Gibraltar, El cardenal Walter Kasper, presidente del Dicasterio para la Promoción de la Unidad de los Cristianos advirtió que si la Iglesia de Inglaterra ordenaba obispas a las mujeres, como ya había hecho la Iglesia episcopal, podría destruir cualquier posibilidad de reunificación de las iglesias anglicana y católica romana. En diciembre de 2014, Libby Lane fue anunciada como la primera mujer en convertirse en obispa de la Iglesia de Inglaterra. Fue consagrada obispa en enero de 2015. En julio de 2015, Rachel Treweek fue la primera mujer en convertirse en obispa diocesana en la Iglesia de Inglaterra al convertirse en obispo de Gloucester. Ella y Sarah Mullally, obispo de Crediton, fueron las primeras mujeres en ser ordenadas obispos en la catedral de Canterbury. Treweek saltó más tarde a los titulares al reclamar un lenguaje inclusivo de género, diciendo que "Dios no debe ser visto como masculino. Dios es Dios".
A finales de 2009, en respuesta a las peticiones de varios grupos de anglicanos de todo el mundo descontentos con los movimientos liberalizadores dentro de la Comunión Anglicana, el Papa Benedicto XVI publicó la constitución apostólica Anglicanorum Coetibus. Este documento invita a grupos de anglicanos tradicionalistas a formar lo que se denomina "ordinariatos anglicanos" u "ordinariatos personales" bajo la jurisdicción eclesiástica de la Iglesia católica, conservando al mismo tiempo elementos del patrimonio anglicano litúrgicos, musicales, teológicos y de otro tipo. En estos términos, las agrupaciones regionales de católicos anglicanos pueden solicitar la recepción por la Santa Sede bajo la jurisdicción de un "ordinario" (es decir un obispo o sacerdote ya que En la Iglesia católica romana en general, se supone que los ordinarios son obispos, o al menos vicarios episcopales, pero esta condición se relajó para los ordinariatos anglicanos con el fin de permitir que antiguos obispos anglicanos casados se convirtieran en ordinarios: mientras que los sacerdotes de los ordinariatos anglicanos pueden estar casados, los obispos no, ya que esta es la norma general tanto en la Iglesia católica romana como en la ortodoxa. Por lo tanto, los obispos anglicanos casados o los sacerdotes que se convierten al catolicismo romano reciben la ordenación sacerdotal, y no pueden convertirse después en obispos católicos romanos.) nombrados por Roma para supervisar la comunidad. Aunque se encuentren en un país o región que forme parte de la Iglesia latina de la Iglesia católica romana, estos ordinarios conservarán no obstante aspectos del patrimonio anglicano, como los sacerdotes casados y la música coral y liturgia tradicionales inglesas.
Desde 2013, casarse con una católica romana ya no inhabilita a una persona para suceder a la Corona británica. La explicación publicada cuando se presentó el proyecto de ley mencionaba que aquellos que habían perdido sus puestos en la línea de sucesión por casarse con un católico romano recuperarían sus puestos, pero que aquellos "con una perspectiva realista de suceder al Trono" no se verían afectados. La primera persona de la nueva línea de sucesión que se vio afectada por este cambio cuando entró en vigor fue George Windsor, que se había casado con una católica romana en 1988, y fue restaurado en la línea de sucesión en el puesto 34, después de su padre el duque de Kent, aunque sus hijos católicos siguen excluidos. La disposición del Acta de Establecimiento que exige que el monarca sea protestante continúa, ya que el monarca sigue siendo el Gobernador Supremo de la Iglesia de Inglaterra.
El 13 de octubre de 2019, el Papa Francisco canonizó a San John Henry Newman, sacerdote nacido en Londres que lideró el Movimiento de Oxford en la Iglesia de Inglaterra antes de convertirse al catolicismo y convertirse en Padre oratoriano y, finalmente, en Cardenal-Diácono de San Giorgio in Velabro. Newman es el primer inglés que ha vivido desde el siglo XVII en ser reconocido oficialmente como santo por la Iglesia católica. A la ceremonia de canonización en la Plaza de San Pedro asistió  Carlos III, cuando aún era el heredero al Supremo Gobierno de la Iglesia de Inglaterra.

### Católica-Ortodoxa

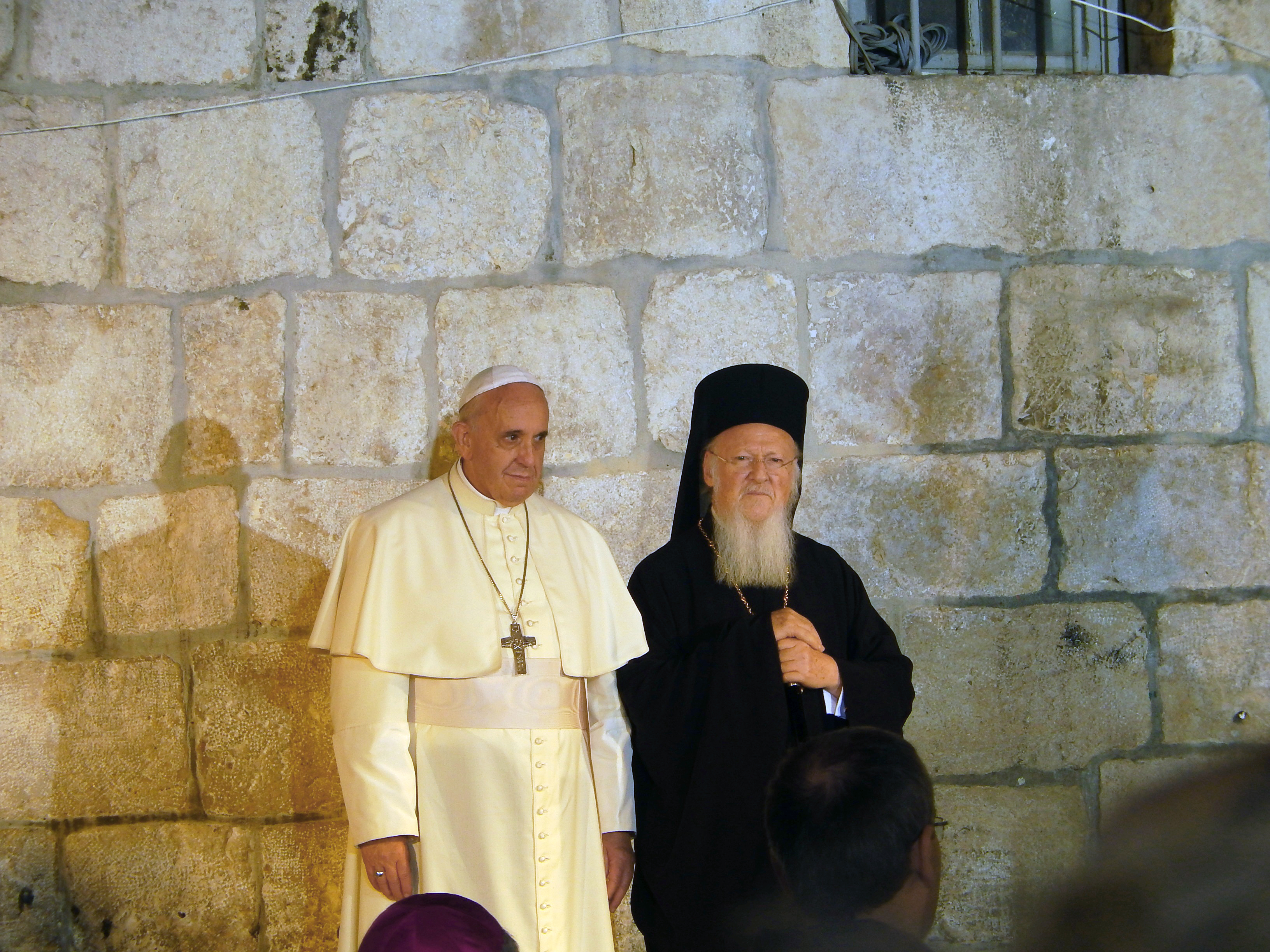
Papa Francisco y Patriarca Bartolomé en la Iglesia del Santo Sepulcro de Jerusalén.

En junio de 2004, la visita del Patriarca Ecuménico Bartolomé I visitó Roma para reunirse con el Papa Juan Pablo II, conversar con el Consejo Pontificio para la Promoción de la Unidad de los Cristianos y participar en la celebración de la fiesta en la Basílica de San Pedro. Algunos de los huesos de los santos Gregorio el Teólogo y Juan Crisóstomo, que fueron saqueados de Constantinopla por la Cuarta Cruzada en 1204, fueron devueltos a la Iglesia de San Jorge, Estambul por el Papa Juan Pablo II.[cita requerida]
El Documento de Rávena de 2007 reafirmó la noción de que el obispo de Roma es efectivamente el primero (en griego: πρώτος, romanizado: protos) entre los patriarcas, aunque en el futuro se debatirá sobre el ejercicio eclesiológico concreto de la primacía papal.
El Patriarca Bartolomé asistió a la  investidura papal del Papa Francisco el 19 de marzo de 2013, allanando el camino para unas mejores relaciones católico-ortodoxas. Era la primera vez que el jefe espiritual de los cristianos ortodoxos orientales asistía a una toma de posesión papal desde el Gran Cisma de 1054. Después, invitó al Papa Francisco a viajar con él a Tierra Santa en 2014 para conmemorar el cincuenta aniversario del abrazo entre el  Patriarca Atenágoras I y el Papa Pablo VI.
El 12 de febrero de 2016, el Papa Francisco y el Patriarca Kirill de Moscú se reunieron en una sala VIP del Aeropuerto Internacional José Martí, cerca de La Habana, Cuba. Francisco llegó a las 2 pm hora local, y los dos líderes se abrazaron y besaron. Tras una reunión privada de dos horas se firmó una declaración conjunta, que se había preparado con antelación. La  Declaración de 30 puntos contenía un llamamiento conjunto de los dos primados eclesiásticos al fin de la  persecución de los cristianos en Oriente Medio y de las guerras en la región, expresando su esperanza de que la reunión pudiera contribuir al restablecimiento de la unidad cristiana entre las dos iglesias. En la declaración se mencionan otras cuestiones, como el ateísmo, el secularismo, el consumismo, los inmigrantes y los refugiados, la importancia del matrimonio y la familia, y las preocupaciones relacionadas con el aborto y la eutanasia.
El 3 de julio de 2019, se reveló que durante un encuentro en el Vaticano con el ortodoxo Arzobispo Job de Telmessos, que representaba al Patriarca Ecuménico Bartolomé de Constantinopla, durante la festividad de San Pedro y San Pablo el 29 de junio de 2019, el Papa Francisco afirmó que la unidad y no nivelar diferencias debería ser el objetivo entre las Iglesias católica y ortodoxa. El papa Francisco también entregó a Bartolomé nueve fragmentos de huesos que se cree que pertenecieron a San Pedro y que fueron expuestos en una misa pública que se celebró en el Vaticano en noviembre de 2013 para celebrar el Año de la Fe. A pesar de mantener un encuentro "cordial" con el presidente ruso Vladímir Putin, con quien el papa ha tenido un historial de buenas relaciones, el 4 de julio de 2019, las tensiones entre el Vaticano y las iglesias ortodoxas rusas seguían existiendo, y el papa Francisco declaró que es poco probable que visite Rusia a menos que Putin acceda a no incluir a la Iglesia ortodoxa rusa en la visita. Putin también declaró al Papa que no invitaría al Pontífice a Rusia sin esta condición. El Papa Francisco también dio a entender que estaba dispuesto a apoyar las preocupaciones de la Iglesia greco-católica ucraniana, que ha expresado su oposición tanto a la intervención de Putin en Ucrania como a la actual relación del Vaticano con Putin. Al comienzo de una reunión de dos días en el Vaticano con los líderes greco-católicos ucranianos el 5 de julio de 2019, el Papa Francisco insinuó que apoyaba las preocupaciones de la Iglesia en Ucrania y pidió una mayor ayuda humanitaria para Ucrania. Previamente, a principios de 2019, el Papa también expresó su consternación por el papel de la Iglesia ortodoxa rusa en el conflicto de Ucrania. Durante la reunión del 5 de julio de 2019, el Papa Francisco también acusó a la Iglesia ortodoxa rusa de intentar manipular "otras religiones" también en Ucrania.
El 12 de noviembre de 2019, el Patriarca Bartolomé, el Abad de Xenophontos y un jeromonje del Monasterio de Pantokratoros en el Monte Athos participaron en un servicio de Vísperas en la Abadía de Notre-Dame de Saint-Rémy, un trapense monasterio católico. Al regresar con los abades al monte Athos, Bartolomé pronunció un discurso en el monasterio de Pantokratoros en el que declaró que la unión con la Iglesia católica es inevitable, ya que no existen diferencias teológicas entre las iglesias y solo las diferencias históricas han impedido la unión de ambas iglesias.

### Católica-luterana
En 2016, en el 499 aniversario del inicio de la Reforma protestante, el papa Francisco viajó a Suecia (donde la Iglesia luterana es la Iglesia nacional) para conmemorar la Reforma en la catedral de Lund, que sirve de sede al obispo de Lund luterano. Un comunicado de prensa oficial de la Santa Sede afirmaba:

El evento conjunto de la Federación Luterana Mundial (FLM) y la Iglesia católica romana destacará los 50 años de diálogo ecuménico continuo entre católicos y luteranos y los dones conjuntos de esta colaboración. La conmemoración católico-luterana de los 500 años de la Reforma se articula en torno a los temas de la acción de gracias, el arrepentimiento y el compromiso de testimonio común. El objetivo es expresar los dones de la Reforma y pedir perdón por la división perpetuada por los cristianos de las dos tradiciones.<

Un servicio ecuménico fue presidido por Munib Younan, presidente de la Federación Luterana Mundial, Martin Junge, secretario general de la FLM, así como por el papa Francisco. Representantes de la Comunión Anglicana, la Alianza Mundial Bautista, la Iglesia Ortodoxa Oriental y el Ejército de Salvación también participaron en el evento predominantemente luterano y católico romano. El papa Francisco, en una declaración conjunta con Munib Younan, afirmó que "con gratitud reconocemos que la Reforma contribuyó a dar una mayor centralidad a la Sagrada Escritura en la vida de la Iglesia".

### Católicos-coptos
El 28 de abril de 2017, el papa Francisco y el  papa copto Teodoro II acordaron que no exigirían el rebautismo a los católicos romanos que quisieran unirse a la Iglesia ortodoxa copta, y viceversa. La Iglesia católica romana bautiza por afusión (derramamiento) y la Iglesia copta ortodoxa bautiza por inmersión, pero esta declaración significa que las dos iglesias reconocen los bautismos de la otra como sacramento válido.

## Línea de tiempo
- 2001 - Nuevas Tribus Los misioneros Martin y Gracia Burnham son secuestrados en Filipinas por un grupo terrorista musulmán.
- 2002 - The Boston Globe publica los resultados de la investigación sobre abusos sexuales a menores implicando a cinco sacerdotes de la Arquidiócesis de Boston
- 2003 - Missionsprovinsen se establece en Iglesia de Suecia formalizando una nueva era para el Luteranismo Confesional en Escandinavia
- 2003 - Gene Robinson se convierte en el primer obispo no célibe abiertamente gay de la Episcopaliana y comienza el realineamiento anglicano en reacción
- 2004 - Cuatro misioneros de la Bautistas del Sur son asesinados por un pistolero en Irak
- 2005 - Muerte del Papa Juan Pablo II, elección del Papa Benedicto XVI
- 2005 - Iglesia Unida de Cristo se convierte en la primera denominación protestante en apoyar el matrimonio entre personas del mismo sexo
- 2006 - El misionero Vijay Kumar es apedreado públicamente por extremistas hindúes por predicar el cristianismo.
- 2006 - Legión de Cristo comienza a declinar rápidamente tras el desgracia de su fundador Marcial Maciel
- 2006 - Las iglesias cristianas palestinas emiten la Declaración de Jerusalén sobre el sionismo cristiano, una declaración conjunta que condena el sionismo cristiano como herejía.
- 2007 - Kriol Bible completed, la primera traducción de la Biblia completa a una lengua Indígena australiana
- 2007 - El Papa Benedicto XVI publica el motu proprio [Summorum Pontificum]], que permite a los sacerdotes celebrar la Misa Tridentina sin permiso del obispo.
- 2007 - Iglesia Ortodoxa Rusa se reunifica tras 80 años de cisma con la Iglesia Ortodoxa Rusa Fuera de Rusia una secta anteriormente Verdadera Ortodoxa.
- 2008 - Los conservadores de la Anglicanos indican que planean separarse de los anglicanos liberales en "La Declaración de Jerusalén"
- 2008 - Muerte del Patriarca Alexy II de Moscú, elección del Patriarca Kirill
- 2009 - Iglesia Anglicana en Norteamérica es fundada por antiguas iglesias episcopales
- 2009 - El papa Benedicto XVI publica la constitución apostólica Anglicanorum coetibus, por la que se establecen ordinariatos personales para uso anglicano Católicos
- 2012 - ECO: A Covenant Order of Evangelical Presbyterians establecida por antiguos miembros de la Presbyterian Church (USA)
- 2012 - Muerte del Papa copto Shenouda III de Alejandría, elección del Papa Tawadros II
- 2013 - Dimisión del Papa Benedicto XVI, elección del Papa Francisco
- 2014 - Se desata una fuerte polémica en torno a la pastora María Luisa Piraquive de la Iglesia de Dios Ministerial de Jesucristo Internacional
- 2014 - Antje Jackelén se convierte en la primera mujer arzobispo de la Iglesia de Suecia
- 2014 - No se dice misa en Mosul por primera vez en 1.600 años debido a la caída de la ciudad a manos del ISIL
- 2015 - 21 coptos secuestrados y decapitados por el ISIL en Libia, canonizados como mártires por el papa copto Tawadros II.
- 2015 - Catholicos Karekin II canoniza 1,5 millones de armenios asesinados en el genocidio armenio como mártires
- 2015 - 9 feligreses asesinados en la iglesia históricamente negra en el tiroteo en la iglesia de Charleston por supremacista blanco
- 2015 - El Papa Francisco anuncia que 2016 será Jubileo Extraordinario de la Misericordia
- 2016 - 75 fieles asesinados en el atentado en una iglesia en Pakistán en Pascua llevado a cabo por Talibanes
- 2016 - El Tribunal Supremo de EE. UU. da la razón a las Hermanitas de los Pobres en el caso Zubik contra Burwell, eximiendo a los grupos religiosos del Obamacare mandato anticonceptivo
- 2016 - Cuatro cardenales emiten dubia, pidiendo al Papa Francisco que aclare sus declaraciones sobre las parejas divorciadas y vueltas a casar civilmente que reciben la Sagrada Comunión.
- 2017 - La Iglesia católica y la Iglesia copta reconocen el bautismo compartido
- 2017 - Líderes protestantes evangélicos firman la Declaración de Nashville, afirmando las enseñanzas cristianas tradicionales sobre género y sexualidad.
- 2017 - 26 fieles asesinados en el tiroteo en la iglesia de Sutherland Springs perpetrado por un laicista radical
- 2017 - Mosul es retomada por las fuerzas de seguridad iraquíes, la comunidad cristiana regresa a la ciudad
- 2018 - El arzobispo Carlo Maria Viganò acusa al papa Francisco de eliminar las sanciones impuestas al entonces cardenal Theodore McCarrick
- 2018 - Iglesia Ortodoxa Rusa rompe lazos con el Patriarcado Ecuménico de Constantinopla por la justificación canónica en Región ucraniana.
- 2018 - Consejo de unificación une Patriarcado de Kiev, Iglesia autocéfala y parte del Patriarcado de Moscú en una única Iglesia ucraniana, elige a Epifanio. primado
- 2019 - 259 fieles asesinados en Sri Lanka Easter bombings
- 2020 - Se suspenden las misas públicas en ciudades de todo el mundo debido a la pandemia de COVID-19
- 2022 - Naasón Joaquín García máximo dirigente de la Iglesia La Luz del Mundo fue condenado en Los Ángeles a 16 años y 8 meses de prisión